# Moritz Piesch

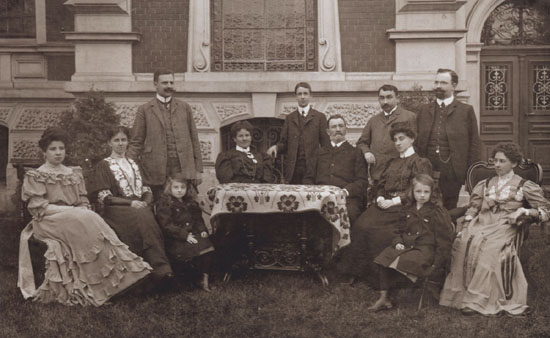
Rodzina Pieschów przed swoim pałacem w Tomaszowie Mazowieckim. Za stołem siedzą Zofia Amalia z Elbelów Piesch i Maurycy Piesch (1849-1908), obok 6 córek, z tyłu stoją synowie i zieciowie M. Piescha

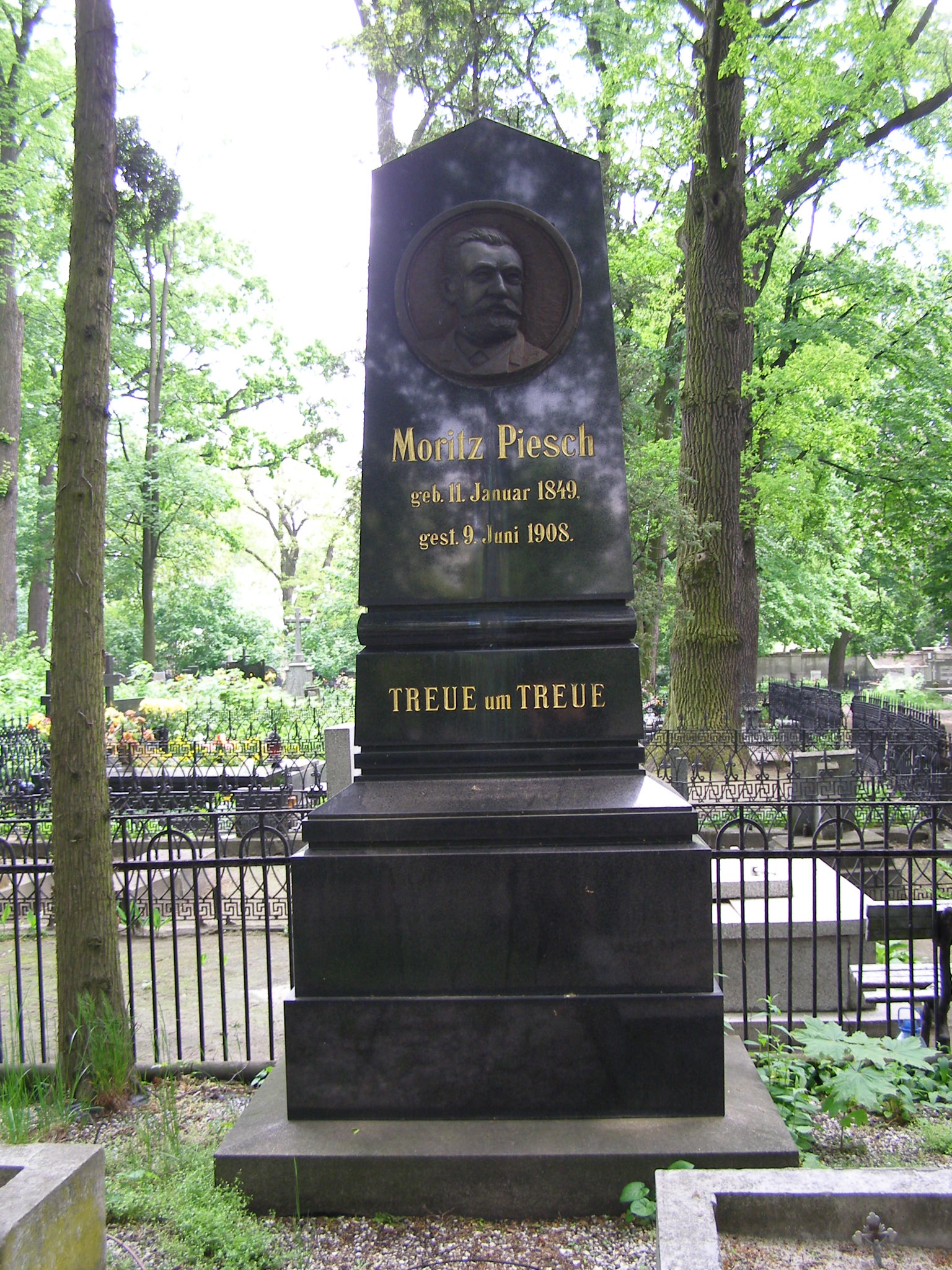
Nagrobek Maurycego Piescha na cmentarzu augsbursko-ewangelickim w Tomaszowie Mazowieckim

Moritz (Maurycy) Piesch (ur. 11 stycznia 1849 w Bielsku, zm. 6 czerwca 1908 we Wrocławiu) – fabrykant sukna, działacz społeczny w Tomaszowie Mazowieckim. Po II wojnie światowej fabryka Piescha obok fabryki Dawida Landsberga stanowiła największy zakład państwowego przedsiębiorstwa Mazovia.

## Stosunki rodzinne
Urodził się w rodzinie fabrykanckiej o korzeniach żydowskich. Jego ojciec Karol Piesch był ewangelikiem i właścicielem fabryki sukna w Wapienicy. W 1873 roku osiedlił się w Tomaszowie Mazowieckim i przyjął pracę buchaltera w przędzalni Adolfa Elbela. Niebawem poślubił Elżbietę Elbel, córkę pryncypała. Po jej przedwczesnej śmierci poślubił Zofię (Sophie) Amalię Elbel, siostrę zmarłej żony. Pozostawił dwóch synów (Rudolfa Adolfa – ur. 1896 i Karola Fryderyka) i sześć córek (z obu małżeństw).

## Fabryka M. Piescha
W roku 1874 założył mechaniczną farbiarnię i wykończalnię tkanin (niem. Farberei und Appretur). Jako obywatel austriacki, inwestujący w przemysł na terenie Królestwa Polskiego, korzystał z tanich kredytów i 10-letniego zwolnienia z płacenia podatków (ukaz cara Aleksandra). Pomyślna koniunktura, zamówienia dla armii carskiej, a także wprowadzenie tzw. „złotych ceł” na importowane towary sukiennicze (1887), spowodowały szybki rozwój fabryki. Została ona wcześnie zelektryfikowana i zmechanizowana (napęd parowy o mocy 350 KM). W roku 1892 zatrudniał 245 pracowników, w 1905 (mimo kryzysu) aż 400 osób, a w roku 1908 – prawie 900 osób. Jego fabryka była na początku XX wieku uważana za największą i najważniejszą w mieście. Był także współwłaścicielem fabryki zapałek w Tomaszowie Mazowieckim, w której pracowało od 100 do 190 robotników.
W 1914 r., niedługo przed wybuchem I wojny światowej, dla pozyskania kapitału na dalszy rozwój Firmy, została ona przekształcona przez zięcia M. Piesch’a – Alfonsa Severin’a, który de facto nią kierował w tym czasie, w Anonimową Spółkę Udziałową „Piesch” (Société Anonyme des Etablissements „Piesch”). W związku z tym Firma posiadała swego pełnomocnika w Paryżu, którym był Georges Crozat.

## Działalność społeczna
Wspierał i finansował budowę szpitala miejskiego. W roku 1877 założył Tomaszowską Ochotniczą Straż Ogniową (TOSO), której był pierwszym komendantem. W latach 1897–1902 wspierał finansowo budowę nowego kościoła ewangelickiego pw. Zbawiciela. Był długoletnim prezesem Kolegium Kościelnego parafii augsbursko-ewangelickiej w Tomaszowie Mazowieckim. W roku 1899 założył ewangelickie Towarzystwo Pomocy Ubogim. W roku 1901 założył i utrzymywał ewangelicką Ochronkę dla dzieci. W działalności charytatywnej wspierała go żona Zofia, zwana „aniołem Tomaszowa”. W roku 1903 czynnie popierał utworzenie pierwszej w Tomaszowie szkoły średniej. W okresie kryzysu (w roku 1905) zorganizował przyzakładową stołówkę pracowniczą, w której wydawał codziennie 1600 obiadów dla rodzin pracowników. Wspierał szkolnictwo wyznaniowe (ewangelickie, katolickie, prawosławne, starozakonne) i zawodowe.

## Podróże i śmierć
Piesch odbywał liczne podróże po świecie (nie tylko w celach handlowych). Zwiedził Rosję, Daleki Wschód, Chiny i Japonię. Podróżował po całej Europie. Odbył rejs do Ameryki Północnej. Śmierć (w wieku 59 lat) zastała go podczas podróży – we Wrocławiu. Zgodnie z wolą wyrażoną na łożu śmierci, Moritz Piesch został pochowany w Tomaszowie Mazowieckim. Jego pomnik zachował się do dzisiaj na cmentarzu ewangelickim w Tomaszowie przy ulicy Smutnej.